# Patrick O'Brien
Pour les articles homonymes, voir O'Brien.
Patrick O'Brien, né le 12 août 1932, est professeur d'histoire économique à la London School of Economics.

## Biographie
Ses travaux ont montré que la puissance de la Grande-Bretagne n'avait pas été fondée sur le libre-échange mais sur un protectionnisme agressif fondé sur la puissance militaire de la Royal Navy, et une politique élevée de droits de douane grâce au développement d'un État fiscalo-militaire sophistiqué. Il a en particulier montré que la fiscalité était plus élevée en Angleterre qu'en France au XVIIIe siècle.
En 1715 par exemple, la pression fiscale représentait un équivalent de 0,70 hectolitre de grain de froment pour la France contre 1,62 de l'autre côté de la Manche (Peter Mathias et Patrick O'Brien, Taxation in Britain and France 1715-1810).
Les investissements massifs dans la Royal Navy ont ouvertement motivé la création, dans une loi votée en 1692, juste après la Glorieuse Révolution, de la Land Tax, en pleine guerre de la Ligue d'Augsbourg. Fixée à 4 shilling par livre (une livre étant composée de 20 shilling), son montant augmente chaque année pour représenter 52 %  des recettes fiscales britanniques en 1696, avant de diminuer au cours des trois décennies pour revenir au niveau encore élevé de 30 % en 1730. L'État britannique s'endette, pour financer les énormes investissements dans la Navy et lève aussi des taxes indirectes sur le sucre, qui vont peu à peu indisposer les colonies d'Amérique du Nord et les mener à la Guerre d'indépendance.
Patrick O'Brien est un des principaux théoriciens de la réhabilitation du mercantilisme dans lequel il voit les origines de la politique industrielle. Il a contribué à inspirer les travaux de l'historien belgo-suisse Paul Bairoch, spécialiste de la croissance économique.

## Travaux et recherches importants
- Patrick O'Brien, Central Government and the Economy, 1688-1815
- Peter Mathias et Patrick O'Brien, Taxation in Britain and France, 1715-1810
- Peter Mathias et Philip A. Hunt The rise of a fiscal state in England, 1415-1815
- Trevor Griffiths, Philip A. Hunt and Patrick O'Brien, Inventive Activity in the British Textile Industry, 1700- 1800'